# زمین سرگردان ۲
زمین سرگردان ۲ (به چینی: 流浪地球 ۲) یک فیلم علمی تخیلی، اکشن و ماجراجویی چینی محصول سال ۲۰۲۳ به کارگردانی و نویسندگی مشترک فرانت گوو با بازی اندی لاو، وو جینگ و لی ژئوجیان است. این فیلم پیش‌درآمدی برای فیلم سال ۲۰۱۹ می‌باشد.
این فیلم با نقدهای متفاوتی از سوی منتقدان مواجه شده‌است. در راتن تومیتوز، این فیلم بر اساس ۱۸ نقد، ۷۸٪ تأیید شده‌است. متاکریتیک، که از میانگین وزنی استفاده می‌کند، بر اساس ۷ منتقد، امتیاز ۵۶ از ۱۰۰ را به فیلم اختصاص داد که نشان دهنده «بررسی‌های مختلط یا متوسط» است.